# San Bernardino Mountains
Le San Bernardino Mountains sono una catena montuosa degli Stati Uniti d'America.